# São João da Pesqueira
São João da Pesqueira (sɐ̃ũ ʒu'ɐ̃ũ dɐ pɨʃ'kɐiɾɐ) è un comune portoghese di 8 653 abitanti situato nel distretto di Viseu.

## Società

### Evoluzione demografica
| Popolazione di São João da Pesqueira (1801 – 2004) | Popolazione di São João da Pesqueira (1801 – 2004) | Popolazione di São João da Pesqueira (1801 – 2004) | Popolazione di São João da Pesqueira (1801 – 2004) | Popolazione di São João da Pesqueira (1801 – 2004) | Popolazione di São João da Pesqueira (1801 – 2004) | Popolazione di São João da Pesqueira (1801 – 2004) | Popolazione di São João da Pesqueira (1801 – 2004) | Popolazione di São João da Pesqueira (1801 – 2004) |
| -------------------------------------------------- | -------------------------------------------------- | -------------------------------------------------- | -------------------------------------------------- | -------------------------------------------------- | -------------------------------------------------- | -------------------------------------------------- | -------------------------------------------------- | -------------------------------------------------- |
| 1801                                               | 1849                                               | 1900                                               | 1930                                               | 1960                                               | 1981                                               | 1991                                               | 2001                                               | 2004                                               |
| 3203                                               | 5734                                               | 12505                                              | 12764                                              | 15124                                              | 10219                                              | 9581                                               | 8653                                               | 8367                                               |

## Freguesias
- Castanheiro do Sul
- Ervedosa do Douro
- Nagoselo do Douro
- Paredes da Beira
- Riodades
- São João da Pesqueira e Várzea de Trevões
- Soutelo do Douro
- Trevões e Espinhosa
- Vale de Figueira
- Valongo dos Azeites
- Vilarouco e Pereiros